# Mellé (Ille-et-Vilaine)
Mellé település Franciaországban, Ille-et-Vilaine megyében. Lakosainak száma 648 fő (2022. január 1.). Mellé Louvigné-du-Désert, Monthault, Saint-Georges-de-Reintembault és Villamée községekkel határos.

## Népesség
A település népességének változása:
| Lakosok száma | 885  | 738  | 706  | 676  | 664  | 656  | 651  | 649  | 649  | 648  |
|               | 1968 | 1982 | 1990 | 2006 | 2013 | 2015 | 2017 | 2019 | 2020 | 2022 |